# Bodil
Les Bodil (Bodilprisen) sont les premières et plus anciennes récompenses cinématographiques danoises, décernées par le Danske Filmkritikere (da) chaque année depuis 1948 lors des rencontres des professionnels du cinéma (Filmmedarbejderforeningen) par un jury composé de journalistes de Copenhague.
Les prix Bodil ont ainsi été nommés en l'honneur des actrices Bodil Kjer et Bodil Ipsen.

## Catégories de récompenses
- Meilleur film danois (Bedste danske film)
  - Meilleur film européen (Bedste europæiske film) (1948-2000)
  - Meilleur film non-européen (Bedste ikke-europæiske film) (1948-2000)
- Meilleur film non américain (Bedste ikke-amerikanske film) (depuis 2001)
- Meilleur film américain (Bedste amerikanske film) (depuis 2001)
- Meilleur acteur (Mandlige hovedrolle)
- Meilleure actrice (Kvindlige hovedrolle)
- Meilleur acteur dans un second rôle (Mandlige birolle)
- Meilleure actrice dans un second rôle (Kvindlige birolle)
- Meilleur scénario (Bodilprisen for bedste manuskript)
- Meilleur documentaire ou court métrage (Bedste dokumentar / kortfilm)
- Meilleur directeur de la photographie
- Bodil d'honneur (Æres-Bodil)
- Prix spécial (Sær-Bodil)

## Palmarès

### Meilleur film en langue étrangère
- 1995 : Trois Couleurs : Rouge – Krzysztof Kieślowski •  France  Pologne  Suisse
- 1998 : The Full Monty - Le Grand Jeu (The Full Monty) •  États-Unis  Royaume-Uni

### Meilleur film américain
- 2006 : A History of Violence
- 2008 : Lettres d'Iwo Jima (Letters from Iwo Jima) (硫黄島からの手紙 - Iô-Jima kara no tegami)
  - À bord du Darjeeling Limited (The Darjeeling Limited)